# Куналей (стоянка)
Куналей — трёхслойная стоянка бронзового века, раннего мезолита и позднего палеолита, расположенная на северной окраине села Малый Куналей Бичурского района Республики Бурятии. Была открыта в 1971 году археологом М. В. Константиновым. По третьему культурному горизонту возраст стоянки составляет 30 — 20 тыс. лет назад. Коллекция находок состоит из нескольких артефактов бронзового века из первого культурного слоя, 266 экземпляров артефактов из второго культурного слоя и 2283 экземпляров артефактов из третьего. Находки хранятся в Забайкальском государственном гуманитарно-педагогическом университете и Институте монголоведения, буддологии и тибетологии СО РАН. Стоянка является базовым памятником куналейской культуры.
Является памятником археологии и объектом культурного наследия России федерального значения.

## Географическое положение
Памятник расположен в 1 км на север от центра села Малый Куналей напротив Мало-Куналейской больницы, на второй террасе правого берега реки Хилок в Хилокской впадине у подножия горы Кукуйская. На высоте 7—8 м от уровня реки и 630 м над уровнем моря.

## История исследований
Стоянка была открыта во время археологической разведки в 1971 году археологическим отрядом Читинского государственного педагогического института (ЧГПИ) под руководством М. В. Константинова. Раскопки памятника проводил археологический отряд ЧГПИ в 1973 и 1977 годах под руководством М. В. Константинова и Л. В. Семиной. Было поставлено два раскопа на уступе террасы. Первый раскоп первоначально имел площадь 210 м², затем был расширен ещё на 22 м² для получения дополнительных данных по гео- и археостратиграфии стоянки. Второй раскоп, площадью 30 м², был поставлен в 21 м от первого.
В состав археологического отряда ЧГПИ входили сотрудники Института геологии Байкальского филиала СО АН СССР — геологи Д. Б. Базаров, Л. Д. Базарова, А. Б. Иметхенов, а также В. В. Савинова, которая проводила споропыльцевые анализы. Фауну на стоянке определял сотрудник Института истории, филологии и философии СО АН СССР Н. Д. Оводов. Коллекцию каменных изделий изучал трасолог из Ленинградского отделения Института археологии АН СССР В. Е. Щелинский, а изучение образцов на минералогическое определение проводил сотрудник Читинского пединститута С. П. Смеловская.
В 1988—1989 годах на памятники проводились новые исследования для уточнения геоморфологической позиции стоянки, геологической и археологической структуры памятника и для уточнения его возраста.

### Охранный статус
Памятник археологии охраняется государством в соответствии с Постановлением Совета Министров Бурятской АССР № 134 от 26 мая 1983 года. В едином государственном реестре объектов культурного наследия (памятников истории и культуры) народов Российской Федерации приказом Министерства культуры Российской Федерации № 48089-р от 9 ноября 2016 года стоянка зарегистрирована как объект культурного наследия федерального значения «Трехслойное поселение „Куналей“», с присвоением ему регистрационного номера 031640532980006.
Находки хранятся в Забайкальском государственном гуманитарно-педагогическом университете и Институте монголоведения, буддологии и тибетологии СО РАН.

## Стоянка
Стоянка Куналей состоит из культурных слоёв, имеющих сложный характер строения. Находки располагались в толще мощностью 1,2 м, где лежали без стерильных прослоек. На стоянке были раскопаны три культурных горизонта — позднего мезолита, раннего мезолита и позднего палеолита. В первом культурном горизонте, состоящем из двух слоёв, удалось обнаружить очаги и несколько находок, отнесённых к бронзовому веку. Во втором культурном горизонте не было стерильных прослоек между его тремя уровнями, по 0,15—0,17 м каждый, поэтому установить где в реальности была поверхность обитания не удалось. Третий культурный горизонт состоял из шести уровней (10—12 см каждый), между которыми также не прослеживалось стерильных прослоек. Их отсутствие не свидетельствует о длительном обитании древнего человека на этом месте, а объясняется природными процессами, которые разрушали поверхность обитания.
Среди каменных изделий преобладали скрёбла, индустрию орудий можно охарактеризовать как «ортогонально-отщеповую». Стоянка Куналей является базовым памятником куналейской культуры (Куналей, Каменка Б, Мухор-Тала-4, Елань, Хотык (4—6 уровни), Усть-Менза-14, Приисковое), где орудия изготавливались в основном из отщепов. Эта культура была выделена в самостоятельную в Забайкалье при изучении третьего культурного горизонта стоянки и датировалась в промежутке от 30 до 20 тыс. лет назад.
Куналейская культура является антиподом толбагинской культуры (Толбага, Варварина Гора, Каменка А, Подзвонкая, Мастерова Гора, Арта-2, Арта-3, Хотык (2—3 уровни), Санный Мыс), где орудия изготавливались из пластин. Кроме того между культурами различалась и морфология орудий. Куналейская и толбагинская культуры в Забайкалье сосуществовали параллельно друг другу. По различному происхождению материалов культур стало известно, что предки современного человека пришли в эти места из разных территорий. Третий культурный горизонт стоянки Куналей идентичен разрезу сартанской толщи стоянки Уй-2, находящейся в долине реки Енисей на Западно-Саянском участке.

### Возраст стоянки
Первый культурный горизонт по находкам был отнесен к бронзовому веку. Находки каменного инвентаря и керамики из первого горизонта находят аналоги в других забайкальских памятниках, относящихся к неолиту — бронзы: Студеное и Черемушки.
Первоначально датировка второго культурного горизонта была затруднена из-за малочисленности находок и отсутствия четкой структуры внутри уровней горизонта. По мнению М. В. Константинова второй горизонт можно было датировать в промежутке 20—16 тыс. лет назад, но также есть вероятность по архаичности микронуклеусов датировать горизонт в пределах 20—18 тыс. лет назад. В 2016 году для третьего культурного уровня была получена новая дата — 27990±410 лет назад, по которой С. А. Гладышев предположил, что второй культурный горизонт, который находится выше третьего, древнее чем указывал М. В. Константинов ранее. По мнению С. А. Гладышева, это позволяет опустить нижнею границу возраста культурного слоя до 25 тыс. лет назад, что позволит отнести его к ранней фазе позднего палеолита.
Третий культурный слой первоначально по находкам относился к конечному этапу позднего палеолита и датировался возрастом 12,7—10,8 тыс. лет назад. Позже данная оценка была признана ошибочной. М. В. Константинов по каменной индустрии датировал культурный горизонт начальным этапом позднего палеолита и относил его к липовско-новоселовской фазе каргинского межледниковья и началу сартанского оледенения, то есть около 30—20 тыс. лет назад. На этот возраст также может указывать наличие костей носорога, найденных в третьем культурном горизонте. По мнению А. А. Синицына и Н. Д. Праслова третий культурный слой можно датировать раннесартанским потеплением, что по их мнению подтверждается радиоуглеродной датировкой по гумусу, давшей возраст 21100±300 лет назад и отсутствием торцовых микронуклеусов среди находок уровня, а малочисленные снятия микропластин аморфны, что даже авторы раскопок посчитали их долотовидными изделиями. В 2016 году по костному коллагену с помощью масспектрометрии был получен новый возраст — 27990±410 лет назад.

### Находки
В первом культурном горизонте на площади 70 м² было найдено 11 очагов. Очаги сооружались в специально подготовленных углублениях. Наибольший интерес представляет десятый очаг, как самый сложный по строению. Он имел размеры 1,32 × 1,0 м, по периметру был выложен из камней, стоящих на ребре с небольшим наклоном. Очаг имел двойное дно, верхнее было выложено из кусков щебня, а нижнее из плоских плиток камня, плотно подогнанных друг к другу. По мере заполнения золой, кладка десятого очага наращивалась новыми камнями. Остальные очаги имели округлую форму до 1,5 м в диаметре. У трёх была кольцевая обкладка, семь очагов имели выкладку по всей поверхности.
Всего в первом культурном горизонте было найдено: в очагах — тесло, обломок пластины неправильной формы, два обломка пластины с ретушью по краю, обломок микропластины, микронуклеус, заготовка микронуклеуса, 20 фрагментов керамики, 27 отщепов; из подъемного материала — пять заготовок нуклеусов, овальный пест, наконечник стрелы, две плечиковые проколки, долотовидное орудие, восемь микроскребков, предположительно обломок ножа, угловой резец, 31 микропластинка, микропластинка с ретушью, 433 отщепа.
Находки во всех трёх уровнях второго культурного горизонта по своему составу были похожи. Всего насчитывается 266 экземпляров артефактов, из которых 216 штук это отщепы. Нуклеусы встречались редко, всего девять экземпляров. Орудийный набор находок состоял из 32 артефактов, в том числе 17 проколок, четырёх долотовидных орудий, одного микроскребка, двух скребел, шести отщепов с ретушью, одного отбойника и одной пластины с ретушью. Также были найдены девять пластин, которые в большинстве своём были обломаны. Плотность находок составляла 1 артефакт на 1 м² раскопа.
В третьем культурном горизонте был найден очаг размерами 1,20 × 1,05 м, в самом очаге был найден обломок чоппера. Очаг был выложен из крупной гальки, лежащей плашмя, некоторые из галек стояли на ребре. Какой либо системности в выкладке камней не наблюдалось.
Всего в третьем культурном горизонте насчитывается 2283 экземпляра находок каменных изделий. Было установлено, что в качестве материалов для изготовления орудий использовалась речная галька, которая собиралась на берегу реки недалеко от стоянки. Некоторые изделия были изготовлены из желваков добываемых на склонах Кукуйской сопки. В коллекцию находок третьего горизонта входит 1887 отщепов, 76 нуклеусов (с помощью них снимались отщепы), 21 пластина (в том числе одна широкая и длинная пластина) и 299 экземпляров орудий. Орудийный набор состоял из пяти долотовидных орудий изготовленных из микропластин, девяти долотовидных орудий из отщепов, 91 скребка, 18 концевых скребков, 34 концевых скребков с плечиками, 18 проколок; девяти резцов, двух остроконечников, 18 фрагментов пластин с ретушью, 26 чопперов, трёх рубил (названы условно, так как были похожи на них только по форме), одного скобеля, трёх наковаленок, шести отбойников и 56 отщепов. Кроме каменных орудий были найдены и костяные изделия — три шила из трубчатых костей и обломок иглы. Плотность находок составляла 8,71 артефакт на 1 м² раскопа.
По отложениям третьего культурного горизонта был проведен споро-пыльцевой анализ, который показал, что растительный покров 35—25 тыс. лет назад на месте стоянки состоял в основном из травянистых растений — 62,5 % (злаковые, первоцветные, лютиковые, гвоздичные, гречишные, бобовые, полыни и сложноцветные), остальные 18,5 % были древесные (береза). Выше по раскопу были встречены те же травянистые растения, а древесные были представлены сосной, кедром, березой и ольховником. Кроме того были встречены единичные зерна пыльцы граба, дуба и лещины, которые, скорее всего, попали сюда из вышележащих слоёв.
Фауна третьего культурного горизонта, относящиеся к палеолитическому времени, представлена костями лошади, шерстистого носорога, сайги, бизона, оленя, полёвки Бранта, суслика, полёвки. Последние два в третий горизонт, скорее всего, попали из более поздних кротовин. По сравнению со стоянками Кондабаево и Толбага, которые также находятся в долине реки Хилок, видовой набор млекопитающих в третьем слое стоянки Куналей отличается меньшим количеством находок.

## Комментарии
1. ↑  Стерильная прослойка — слой грунта без следов деятельности человека, где отсутствуют какие-либо артефакты[12][13].
2. 1 2  Пластина в археологии — скол камня, у которого длина более чем в два раза превосходит ширину и который имеет параллельные края[22].
3. ↑  Ретушь — приём вторичной обработки орудий при котором края заготовки изменяются нанесением серии мелких сколов ударами или отжимом[29].
4. 1 2  Проколка — орудие, имеющее удлиненный, обработанный ретушью, прокалывающий кончик[31].
5. ↑  Скобель — массивная галька с выемкой по краю[10].
6. ↑  В данном случае под наковаленкой подразумевается плитка со следами на её поверхности[10].
7. ↑  Галька с забитостями на концах[10].